# Sjeverna Makedonija na Olimpijskim igrama
Sjeverna Makedonija na Olimpijskim igrama nastupa od 1996. Dosada je osvojila samo jedno odličje: broncu hrvača Mohameda Ibrahimova na ljetnim OI 2000. Neki makedonski športaši osvojili su odličja za Jugoslaviju. Sve do i uključujući ljetne OI 1912. bila je dijelom Turskog Carstva,[je li netko nastupao pod turskom zastavom]. Balkanskim ratovima podijeljena je među trima državama, no ratovi su prekinuli olimpijska natjecanja. Od OI 1920. njeni su športaši nastupali za Jugoslaviju sve do 1988. godine.

## Nastupi Sjeverne Makedonije

### Ljetne OI
| Godina        | Športovi | Natjecatelji | Medalje | Medalje | Medalje | Medalje |
| ------------- | -------- | ------------ | ------- | ------- | ------- | ------- |
| Godina        | Športovi | Natjecatelji | Zlato   | Srebro  | Bronca  | Ukupno  |
| Atlanta 1996. | 4        | 11           | 0       | 0       | 0       | 0       |
| Sydney 2000.  | 5        | 10           | 0       | 0       | 1       | 1       |
| Atena 2004.   | 5        | 10           | 0       | 0       | 0       | 0       |
| Peking 2008.  | 5        | 7            | 0       | 0       | 0       | 0       |
| London 2012.  | 2        | 4            | 0       | 0       | 0       | 0       |
| Ukupno        | Ukupno   | Ukupno       | 0       | 0       | 1       | 1       |

### ZOI
| Godina               | Športovi | Natjecatelji | Medalje | Medalje | Medalje | Medalje |
| -------------------- | -------- | ------------ | ------- | ------- | ------- | ------- |
| Godina               | Športovi | Natjecatelji | Zlato   | Srebro  | Bronca  | Ukupno  |
| Nagano 1998.         | 2        | 3            | 0       | 0       | 0       | 0       |
| Salt Lake City 2002. | 2        | 2            | 0       | 0       | 0       | 0       |
| Torino 2006.         | 2        | 3            | 0       | 0       | 0       | 0       |
| Vancouver 2010.      | 2        | 3            | 0       | 0       | 0       | 0       |
| Ukupno               | Ukupno   | Ukupno       | 0       | 0       | 0       | 0       |